# Metrolink (Kalifornien)
Metrolink är namnet på det pendeltågssystem i södra Kalifornien som utgår i och kring Los Angeles. Trafiken påbörjades under 1992.
Av de sammanlagt sju linjerna har sex sin ändstation vid säckstationen Union Station i Downtown, Los Angeles där anslutning finns till Los Angeles County Metro Rail (tunnelbana och spårväg) samt Amtraks fjärrtåg.

## Bakgrund
Metrolink drivs av Southern California Regional Rail Authority (SCRRA) som gemensamt ägs av Los Angeles County, Orange County, Riverside County, San Bernardino County och Ventura County genom deras respektive trafikförvaltningar.
Projektet startades när väljarna i Riverside County 1988 i en folkomröstning godkände en mindre ökning av sales tax för att finansiera lokal persontågstrafik. Motsvarande process och utfall skedde även i San Bernardino County året därpå. Den reguljära persontrafiken startade på tre linjer den 26 oktober 1992 som utgick från Union Station i Los Angeles: Ventura County Line, San Bernardino Line samt Santa Clarita Line (senare förlängd och omdöpt till Antelope Valley Line).
Systemet har drabbats av flera stora tågolyckor, varav ett flertal i plankorsningar med vägtrafik och gångtrafikanter. Mellan 1993 och 2008 omkom sammanlagt 215 personer i olyckor som härrörde från Metrolinks tåg enligt siffror från National Transportation Safety Board.

## Linjenät
Metrolink är det tredje största pendeltågssystemet i USA i fråga om linjelängd och den åttonde största gällande passagerarvolym.
| Linje                            | Linjesträckning                                            | Antal stationer | Trafikering | Not   |
| -------------------------------- | ---------------------------------------------------------- | --------------- | ----------- | ----- |
| 91 Line/Perris Valley            | Union Station, Los Angeles – Riverside – Perris            | 12              | Daglig      | [ 5 ] |
| Antelope Valley Line             | Union Station, Los Angeles – San Fernando – Lancaster      | 12              | Daglig      | [ 5 ] |
| Inland Empire–Orange County Line | San Bernardino – Santa Ana – Oceanside                     | 16              | Daglig      | [ 5 ] |
| Orange County Line               | Union Station, Los Angeles – Anaheim – Oceanside           | 15              | Daglig      | [ 5 ] |
| Riverside Line                   | Union Station, Los Angeles - Pomona (Downtown) – Riverside | 7               | Vardagar    | [ 5 ] |
| San Bernardino Line              | Union Station, Los Angeles – Claremont – San Bernardino    | 14              | Daglig      | [ 5 ] |
| Ventura County Line              | Union Station, Los Angeles - Simi Valley – East Ventura    | 12              | Vardagar    | [ 5 ] |

De två linjerna som går norr om Union Station har efter knutpunkten omstigning till inrikesflygplatsen Hollywood Burbank Airport i varsin station.

## Fordon
Fordonsflottan bestod 2018/2019 av 62 diesellok, 185 passagerarvagnar (samtliga dubbeldäckare) och 73 manövervagnar.

## Se även

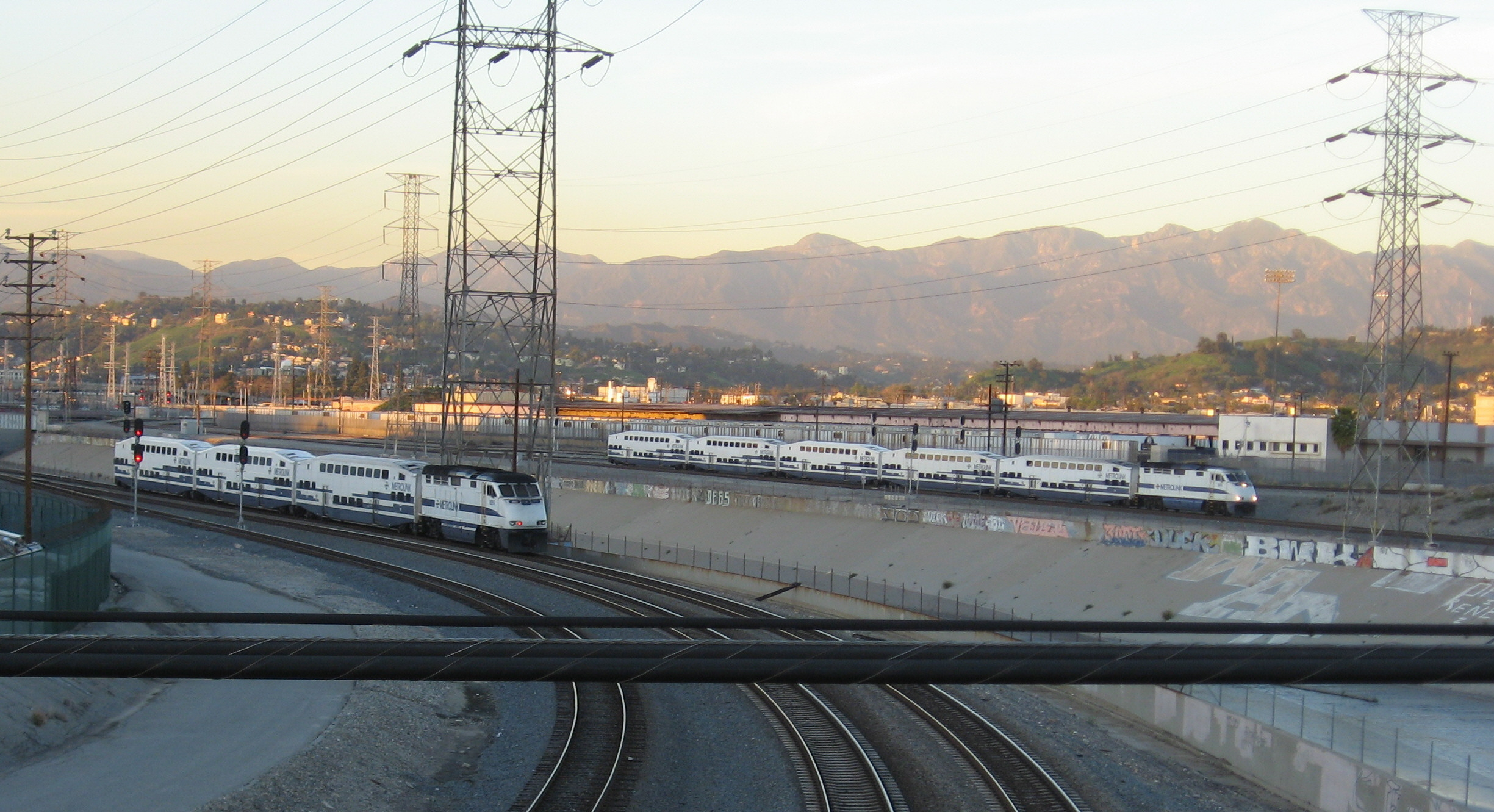
Två tåg på vardera sida av Los Angelesfloden som avgår respektive ankommer från Union Station i Los Angeles.